# Galkin Nunatak
Galkin Nunatak är en nunatak i Antarktis. Den ligger i Västantarktis. Argentina, Chile och Storbritannien gör anspråk på området. Toppen på Galkin Nunatak är 1 709 meter över havet.
Terrängen runt Galkin Nunatak är huvudsakligen lite kuperad.  Trakten är obefolkad. Det finns inga samhällen i närheten.